# Davíð Stefánsson
Davíð Stefánsson (ur. 21 stycznia 1895, zm. 1 marca 1964 w Akureyri) – islandzki poeta, dramatopisarz i nowelista.
Jego największymi dziełami są Svartar fjaðrir (Czarne pióra), opublikowane w 1919, i Gullna hliðið (Złote wrota).
Muzeum poświęcone jego sylwetce powstało po śmierci artysty w 1964 r. w jego domu Davíðhús w Akureyri. Wszystkie jego książki oraz sprzęty domowe zachowano w nienaruszonym stanie.